# Melanodera
Melanodera is een geslacht van zangvogels uit de familie Thraupidae (tangaren).

## Soorten
Het geslacht kent de volgende soorten:
- Melanodera melanodera  – Magelhaengors
- Melanodera xanthogramma  – Geelteugelgors